# Xia intelligente architektur
Die xia – intelligente architektur war eine 1994 gegründete Fachzeitschrift für Architekten und Bauingenieure. Sie berichtete bis 2021 als Architekturfachzeitschrift über die Themen Gestaltung, Gebäudetechnik und Facilitymanagement und erschien vierteljährlich. Die Zeitschrift ist seit dem 1. April 2021 nicht mehr bei der IVW  gelistet.

## Inhalt
Schwerpunkte waren eine nachhaltige Architektur, die Integrale Planung, der Lebenszyklus eines Gebäudes sowie solares und energieeffizientes Bauen.
Die Zeitschrift xia lobte jährlich, gemeinsam mit der im gleichen Verlag erscheinenden AIT, Innovationspreise zu allgemeinen Themen der Architektur aus.
Chefredakteur von 1994 bis 2019 war Friedrich Dassler.

## Zielgruppe
Die Zielgruppe der xia setzte sich vor allem aus Architekten, Bauingenieuren, Baubehörden, Bauunternehmen, Projektentwicklern sowie Betreibern von Immobilien und Investoren zusammen.